# 1891 v dopravě
Tento článek obsahuje seznam událostí souvisejících s dopravou, které proběhly roku 1891.

## Události
- 16. června

 Proběhl první a zároveň poslední volný let balonu Kysibelka, který skončil prasknutím balonu, posádka pád přežila.
- 15. října

 Do provozu byla uvedena trať Suchdol nad Odrou – Budišov nad Budišovkou. 
- 19. listopadu

 Do provozu byl uveden úsek České Budějovice – Kájov trati České Budějovice – Černý Kříž.